# Бярийе
Бярийе (якут. Бээрийэ) — село в Усть-Алданском улусе Республики Саха (Якутия) России. Административный центр и единственный населённый пункт Бярийинского наслега.

## География
Село находится в центральной части Якутии, в пределах Центральноякутской равнины, на левом берегу реки Танда, на расстоянии примерно 43 километров (по прямой) к северо-востоку от села Борогонцы, административного центра улуса. Абсолютная высота — 128 метров над уровнем моря.
Климат
Климат характеризуется как резко континентальный. Средняя температура воздуха самого тёплого месяца (июля) составляет 18,7 °C; самого холодного (января) — −42,6 °C. Среднегодовое количество атмосферных осадков составляет 234 мм. Основное количество осадков выпадает в период с апреля по октябрь. Снежный покров держится в течение 225—250 дней в году.
Часовой пояс
Село Бярийе находится в часовой зоне МСК+6. Смещение применяемого времени относительно UTC составляет +9:00.

## Население
| 2002 | 2010 | 2012 | 2013 | 2014 | 2015 | 2016 |
| ---- | ---- | ---- | ---- | ---- | ---- | ---- |
| 293  | ↗297 | ↘287 | ↘276 | ↗277 | ↘268 | ↘266 |
| 2017 | 2018 | 2019 | 2020 | 2021 |      |      |
| ↘260 | ↘251 | ↘233 | ↗236 | ↗242 |      |      |

Половой состав
По данным Всероссийской переписи населения 2010 года в гендерной структуре населения мужчины составляли 53,5 %, женщины — соответственно 46,5 %.
Национальный состав
Согласно результатам переписи 2002 года, в национальной структуре населения якуты составляли 98 %.

## Улицы
Уличная сеть села состоит из восьми улиц.